# Política
La política (del grec πολιτική "política", i aquest de πόλις "ciutat") és el procés de presa de decisions en grups humans, els mètodes per guanyar i conservar el suport de les persones per a dur a terme una acció en un grup determinat. Aquesta noció precedeix la societat humana. Es tracta de "les relacions socials que involucren l'autoritat o el poder, i fa referència a la regulació d'una unitat política, i als mètodes i les tàctiques utilitzades per a formular i aplicar polítiques. També pot ser entesa com l'activitat dels que procuren obtenir el poder, retenir o la intimidació a un fi que es vincula al bé o amb l'interès general o del poble.
Tot i que s'aplica habitualment als governs, el comportament polític també s'observa en les institucions acadèmiques, empresarials, religioses i d'altres. La paraula prové del grec polis, que significa ciutat; la política és, etimològicament, tot allò que té a veure amb la ciutadania i les seves preocupacions, especialment la ideologia dels grups.
Les ciències polítiques són la disciplina de les ciències socials que estudien el comportament polític i que examinen l'adquisició i l'aplicació del poder, així com l'habilitat per imposar la voluntat d'una persona o un grup sobre una altra. Els acadèmics d'aquesta disciplina són els politòlegs. Els politòlegs analitzen les eleccions, l'opinió pública, les activitats institucionals (com operen els cossos legislatius i la importància relativa de les diverses fonts del poder polític), les ideologies dels grups polítics, i la forma en què els polítics exerceixen la seva influència.

## Concepte de política

### Etimologia
El terme política prové del grec i en aquesta llengua vol dir polis, és a dir, estat. És un origen ja determinat per una concepció orientada d’allò polític. Dit altrament, és Occident qui concep la política a partir de la seua arrel grega i degut al llegat del qual se sent hereu, l'antiga Grècia.
Política és doncs etimològicament parlant el ciutadà de tota ciutat (estat) que decidix o pren decisions per a resoldre conflictes generats a la comunitat o ciutat. La noció reenvia doncs a ciutat (polis) com a sinònim de comunitat quan de fet parlem implícitament d'estat.

### Definició
Malgrat els orígens etimològics del terme, el mot política té significats molt variats. El mateix Max Weber (1864-1920) ja havia identificat la polisèmia del mot al segle XIX: “el concepte és extraordinàriament vast i abraça totes les espècies d’activitat directives autònomes” [trd.]. En efecte, quan es parla de política és per a referir-se a coses dispars, com ara la política de divises d’un banc, la política social d’un ministeri, la política d’un sindicat, la política escolar d’una comunitat urbana, la política d’un comitè d'associació, etc.
Moltes biografies proposen estendre encara més el camp de definició segons la llengua. Així el francès faria una distinció entre la política en femení, cosa a definir, i allò polític, en masculí, cosa a definir. L'anglès diferenciaria la polítics, en referència a la competició política, la policy, en referència a l’exercici de la política, i, finalment, la polity, en referència a l'ofici de fer política.
Històricament el concepte de política tampoc no ha estat uniforme. Mentre a l'antiga Grècia la política la mena tot ciutadà conjuntament mitjançant els espais reservats per a això, a les monarquies europees del segle xvii, la política la feien un nombre reduït de persones amb poder i estatut per a exercir-se. Això vol dir que segons qui l’ha exercida, la política també varia de significat. Però, encara i així, en aquesta vessant, la definició està condicionada pel qui, no pas pel què.
Per tot plegat convé fer certa abstracció dels diferents significats aportats i fixar-se més aviat en una observació de la seua pràctica. Quan és així, observem que política se’n fa quan cal resoldre algun problema que afecta tothom, o en tot cas que implica a tothom, i a causa d’això, demana una solució que puga aplicar-se coercitivament, sense la voluntat d’altri, sempre a favor d’una resolució del conflicte plantejat.

#### Societats sense política
La definició de dalt, on política és la resolució de problemes comuns, és gairebé predeterminada o pactada. En efecte, cal entendre l’origen d’aquest significat per a justificar-ne dita definició.
Això planteja una primera pregunta: quan hi ha conflicte i quan hi ha comunitat? És a dir, la definició dona per fet que la política aparïx com a eina resolutiva de conflictes socials, per tant, hi ha societat i també un conflicte. Però, justament, política pren de vegades connotació negativa a la societat, així com caldria preguntar-se si la política és indissociable a comunitat.
L’origen dels conflictes que la política resoldria són de caràcter equitatiu. És en situació d’asimetria que aparïx la queixa d’un grup social que mira de fer-se valer per tal d’arribar a una situació d'igualtat. Però, endemés, el conflicte també pot aparèixer quan hi ha discrepància de valors al si d’una comunitat.
Resumidament, ha d’haver-hi conflicte i malgrat la connotació negativa que s’hi pot associar, la política entra en acció quan una comunitat troba discrepàncies i cal resoldre-les. Però això no és tot perquè cal saber si la comunitat és o no indissociable de la política i en aquest cas hem de fer un salt cap arrere. A les primeres comunitats humanes la quantitat d'individus era tant reduïda que no s’hi justificava l’exercici d’una política, que vol dir, d’una resolució de conflicte institucionalitzada. Això mateix són les conclusions d’observacions antropològiques en societats no industrialitzades.

### Tipus de polítiques
En ciències polítiques s'ha definit la política segons les seues finalitats. De forma comunament acceptada a les societats amb democràcies liberals la política s'utilitza per al bé comú i, per tant, hauria d'haver-hi una separació vertadera dels poders fàctics, cosa que no sempre és real. En dictadures, la política servix per al benefici propi de qui governa, normalment un govern col·legial militar. En aquest cas pot haver-hi política d'alliberament i/o d'independència.
En tot cas la política té com a finalitat de garantir l'ordre intern i la defesa exterior en qualsevol tipus de règim. Per això mateix la política pot presentar encara més tipologies:
- Conflicte
- Cooperació
- Agrupament
- Govern

És a dir, la política sorgix degut a conflictes o necessitats de cooperar, aparïx en grup i d'ací es traduïx ben sovint en formes de govern.

## Estudis en política
La política s'estudia normalment sota tres angles des que existix:
- Composició de l'estat
- Història de l'evolució dels estats
- Estudi de les relacions entre estats

La política implica molts cops una definició del sistema polític així com la seua teorització. D'això se n'ha encarragat principalment David Easton que és el politòleg més acceptat. Quebequès, elaborà un esquema per definir el sistema polític que consistix a col·locar unes entrades o demandes de la societat dirigides al sistema polític el qual ha de respondre-hi amb eixides. Les conseqüències sobre l'entorn porten a un feedback que torna a reciclar les demanes i les eixides.
Per tot això el sistema política es definix com la manera en com les institucions interaccionen entre societat i entre elles mateixes amb l'objectiu de prendre decisions que afecten majorment a bona part de la població de forma durable. Es tracta al capdavall d'una gestió dels conflictes amb les institucions.

### Ciències Polítiques
Les ciències polítiques representarien la branca científica de la política, i que per tant hi inclou tant l'estructura i el funcionament dels governs com de les administracions públiques, els sistemes de partits o altres sistemes organitzats que promoguen la seguretat, la justícia i l'accés a determinats serveis per als seus membres (com per exemple, sindicats, corporacions, esglésies i altres organitzacions que no es consideren habitualment polítiques). Baxter Adams fou el primer a utilitzar el terme ciència política (en anglès), el 1880. Els experts en ciències polítiques reben el nom de politòlegs.

## L'exercici de la política
La política s'acaba exercint, bé temporalment, bé permanentment. Són pocs els països que han tipificat el temps de durada de l'exercici polític en tant que la política s'ha transformat d'ençà la Revolució Francesa un ofici que s'exercix, de cops, de per vida. Així, contrasten països com Suïssa on el parlamentari ha de provar que no fa de la política un ofici i, per tant, n'ha de limitar el seu exerici, amb països com ara Alemanya on l'exercici de la política fa l'objecte d'una professió a banda.

### Capacitat de decisió
Exercir política acaba sent al cap i a la fi el procés pel qual hom es dota de poder i, amb aquest, exercix capacitat de decisió. Per aquest motiu quan es parla de política, sovint hi ha una tendència generalitzada a esmentar el poder tot seguit, gairebé naturalment, a política. I, en efecte, la política i el poder mantenen vincles molt estrets.
Hi ha dues maneres de definir el poder:
- és la capacitat d'una persona de prendre decisions sobre una altra persona
- és la possessió de la capacitat de decisió sobre els altres

Aquestes dues definicions són importants d'esmentar perquè són dues maneres de concebre el poder. Mentre la primera concep el poder com el resultat d'un procés desicional consensuat, la segona no acaba de definir el poder, sinó que designa qui té poder.
En ciències polítiques és d'habit d'agafar la segona definició perquè a la pràctica són partits polítics, associacions, activistes i altres tipus de col·lectius els qui exercixen poder o s'apoderen del poder per a decidir.

#### L'accés al poder
L'aplicació de les mesures o decisions són el centre ben sovint de la política perquè necessiten justificar-se. Els actors que participen en la política fan servir normalment la força, la influència i l'autoritat per a aconseguir aplicar les decisions sense que això pertorbe gaire les persones sotmeses a les decisions esmentades.
- la força fa referència a la capacitat de constrènyer l'altre per a aplicar les mesures
- la influència fa esment a les maneres com els actors miren de seduir l'altre per tal que accepte les mesures
- l'autoritat vol dir la capacitat d'aconseguir confiança en l'altre i aplicar-ne així les mesures

Generalment els actors fan servir la propaganda o les xarxes de coneguts per a influir.

#### La legitimitat del poder
Una cosa és tenir poder i l'altra és tenir-ne la legitimitat per a exercir-lo. És un assumpte que ha fet bellugar mars i oceans tot al llarg de la història. Els règims polítics que s'han anat aplicant tenen justament com a principal centre motor el problema de la legitimitat. La política en aquesta línia desvetlla que té capacitat de coerció i és sobre l'acceptació d'aquesta que gira molt sovint una guerra.
Segons Max Weber, la legitimitat s'obté per:
- tradició, la qual apel·la tot sovint a la ideologia imperant o la superestructura de valors que mou tot el règim polític, econòmic, cultural i social
- racionalitat, la qual apel·la a la coherència i compliment possibilitat dels objectius marcats, els recursos necessaris i els recursos posseïts per a arribar-hi
- carisma, la qual apel·la a la capacitat de seducció o d'apel al públic

La democràcia ha estat tradicionalment el règim que més concens ha obtingut a l'hora de legitimar les decisions a prendre, però no és el règim més llarg aplicat, ni el règim més estès.

### Actors de la vida política

#### Partit Polític
Un partit polític és una organització política que s'adscriu a una ideologia determinada i/o representa algun grup en particular amb l'objectiu de participar en algun tipus d'elecció o sufragi. També es poden formar entorn algun tema d'interès especial o d'una persona concreta. Els partits polítics en democràcia solen informar l'opinió pública dels seus plans i propòsits constituint unitats organitzatives a les quals se'ls reconeix el dret de participar en un procés d'elecció política per mitjà de la presentació de candidats i programes d'acció o govern.
Un gran nombre d'obres i articles científics sobre l'origen dels partits polítics, citen com a autors clàssics més importants a Maurice Duverger, Anthony Downs, Giovanni Sartori, Seymour Martin Lipset i Stein Rokkanque els quals han servit de punt de partida i han marcat en bona part de l'agenda de recerca en aquest àmbit. Les seves aportacions, a pesar que han sofert nombroses crítiques i reelaboracions, suposen l'anclavatge dels elements fonamentals en l'anàlisi dels partits polítics.
Origen
Sempre han existit grups que difereixen sobre el model de convivència de la societat i que competeixen els uns amb els altres, però els partits polítics amb una organització i funció específica sorgeixen a mitjans del segle xix a conseqüència del règim democràtic representatiu i de l'expansió del sufragi. Des d'un enfocament institucional Maurice Duverger diferència entre: 
- Partits de creació interna: naixen en el si del Parlament. En un principi es van presentar com a faccions que es disputaven el poder, per ex. els tories (conservadors) i els Whigs (liberals) a Anglaterra. Tenien una connotació negativa, es creia que actuaven en detriment del bé comú perseguint interessos egoistes. Però amb el temps es fa evident la impossibilitat de mantenir una relació directa entre el poble i els seus representants. Per respondre a les noves demandes socials cal una major organització. Passen d'un escenari d'inorganització a un altre de creixement organitzatiu.

- Partits de creació externa: sorgeixen a partir de la lluita per l'extensió dels drets polítics al pas del segle xix al xx. Apareixen estretament vinculats amb grups que realitzaven les seues activitats fora del Parlament com els sindicats, entitats religioses i diaris. Per ex. el Partit Laborista (Regne Unit).

En canvi des d'un enfocament sociològic o genètic adquireixen rellevància certes divisions socials estructurals esdevingudes durant el procés de formació dels Estats nacionals i de l'economia moderna. Seymour Lipset i Stein Rokkan es refereixen a quatre fissures importants: 
- Conflicte entre països centrals i perifèrics: diverses poblacions es resisteixen a les imposicions lingüístiques, religioses o polítiques de les grans potències colonitzadores. Sorgiment de partits regionals que reivindiquen la identitat cultural de certs grups.
- Problemes en la relació Església i Estat: es disputen el control de l'educació i l'ordenament de les demandes socials. Formació de partits confessionals i laics.
- Diferències entre el camp i la ciutat: emergeixen partits urbans i agraris.
- Tensions entre capitalistes i treballadors: la defensa de la propietat i la lliure empresa s'enfronten als reclams dels sindicats. Naixen els partits socialistes i els moviments obrers. Es consolida la distinció entre partits de dreta i d'esquerra.

Tipus
Richard Gunther i Larry Diamond es proposen com a objectiu reordenar les tipologies més importants. Van aconseguir diferenciar cinc gèneres: 
1. Partits de notables: naixen a la primera meitat del segle xix a Europa, en el marc de règims semidemocràtics i de sufragi censitari. Comptaven amb estructures organitzacionals mínimes, assentades sobre xarxes interpersonals d'un àmbit geogràfic reduït. Feblement ideologitzats. Basats en la distribució de beneficis particulars als residents.

1. Partits de masses: sorgeixen al pas del segle xix al xx a Europa, s'estenen en l'actualitat a països asiàtics i africans. Es caracteritzen per tenir una organització sòlida i una àmplia base d'afiliats que aporten econòmicament al partit. Mantenen llaços forts amb organitzacions externes com sindicats, entitats religioses i mitjans de comunicació. Es classifiquen en: nacionalistes (pluralistes o ultranacionalistes) socialistes (socialdemòcrates o leninistes) i religiosos (confessionals o fonamentalistes).

1. Partits ètnics: es conformen principalment en l'etapa de la descolonització dels anys 60 'i 70'. Manquen d'una organització massa estesa i sofisticada. No tenen estructures programàtiques que incorporen a tota la societat. Utilitzen generalment la via electoral per aconseguir beneficis particularistes per als seus seguidors.

1. Partits electoralistes: es consoliden a la dècada del 70 'en el marc de l'expansió dels mitjans de comunicació i el declivi de l'Estat del benestar. Són febles quant a l'organització tot i que desenvolupen una gran activitat durant les campanyes electorals.

1. Partits movimentistes: sorgeixen a les democràcies postindustrials. Adopten característiques diverses depenent del context i la ideologia política. Abasta els partits llibertaris d'esquerra que es basen en la idea de "consens negatiu", és a dir que abasten una base de seguidors heterogènia però substancialment posicionada sobre diferents temes. Per exemple el Partit Verd d'Alemanya. També inclou els d'extrema dreta que és nuclear en funció de la recerca de principis com l'ordre, la tradició, la identitat i la seguretat. Aquests últims són hostils amb altres partits, amb l'Estat i el sistema en general; existeixen alguns principis xenòfobs i racistes. Per exemple el Front Nacional (França).

#### Sindicat

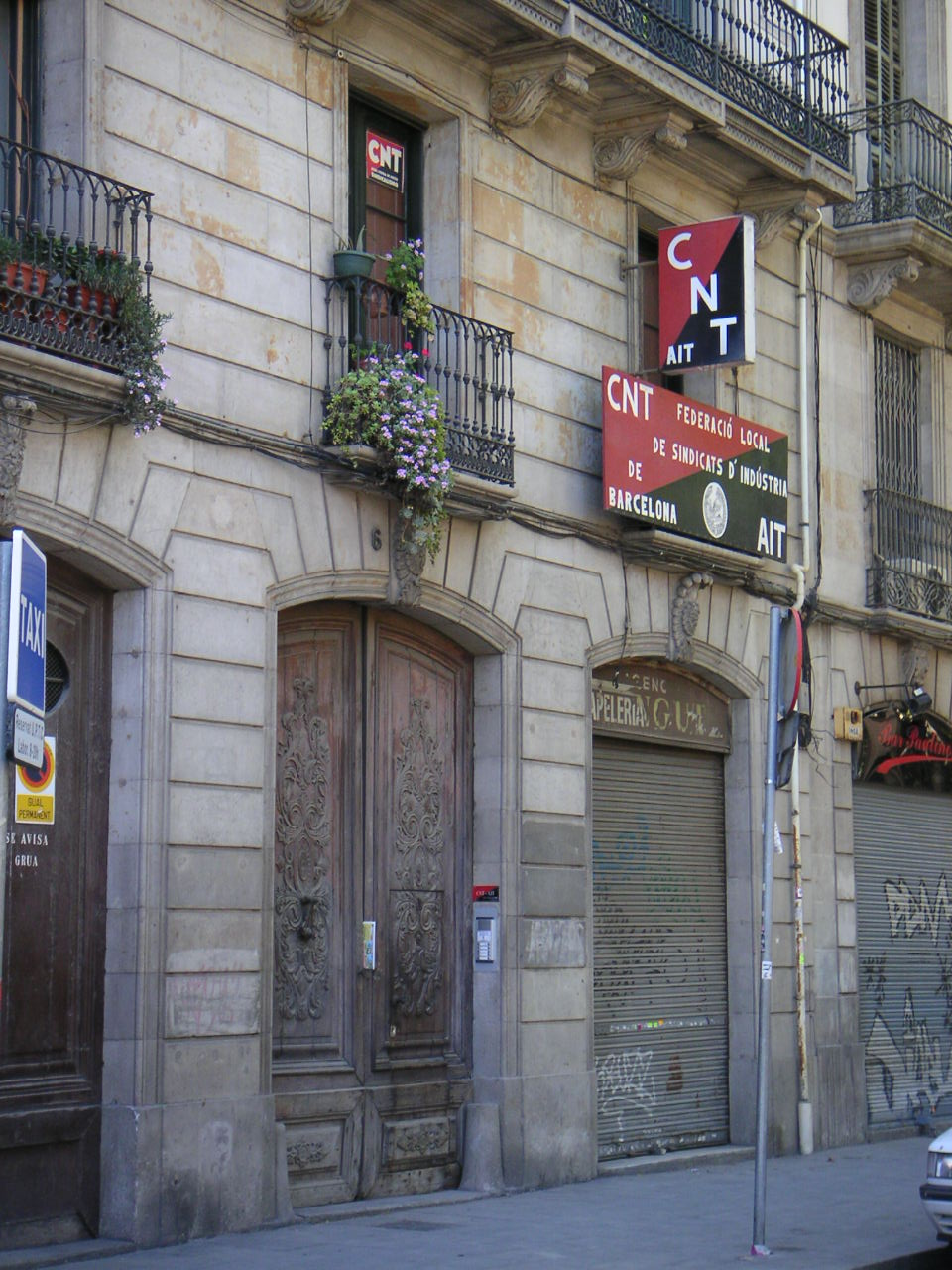
Oficina de la CNT-AIT a Barcelona.

Un sindicat és una associació política formada per a la defensa dels interessos econòmics i socials dels seus membres. Els sindicats, segueixen els principis del sindicalisme. Generalment el terme és aplicat al sindicat obrer, format pel proletariat industrial, però també pot referir-se a altres grups, com ara el sindicat camperol, que agrupa els treballadors del camp, el sindicat agrícola, que agrupa sobretot els grans propietaris rurals, el sindicat patronal, o agrupació d'empresaris per a la defensa dels seus interessos, i el sindicat d'estudiants, que agrupa fonamentalment estudiants universitaris.
Tipus
- Sindicats de classe

També anomenats generalistes, participen més o menys d'un plantejament de lluita de classes.
Els referents principals als Països Catalans són Comissions Obreres (CCOO), que és el primer sindicat en nombre d'afiliats i de representants sindicals, i la Unió General de Treballadors (UGT). Altres sindicats, són la Unió Sindical Obrera (USOC), la Confederació General del Treball (CGT), la Central Sindical Independent i de Funcionaris (CSIF), la Intersindical-CSC, la Coordinadora Obrera Sindical (COS), la Intersindical Valenciana i el Sindicat de Treballadores i Treballadors-Intersindical de les Illes Balears.
Històricament, el moviment sindical més transcendent a Catalunya (bàsicament als anys 20 i 30 del segle xx), fou la Confederació Nacional del Treball (CNT).
- Sindicats sectorials

A més dels sindicats generalistes, existeixen sindicats especialitzats a defensar els interessos dels treballadors de sectors concrets. Per exemple, per a defensar els pagesos es crearen agrupacions com la Unió de Pagesos a Catalunya (1974) i l'Associació Valenciana d'Agricultors al País Valencià (1977), per a defensar els treballadors de l'Administració Pública de Catalunya, es va crear la Candidatura Autònoma de Treballadors i Treballadores de l'Administració de Catalunya (CATAC) a Catalunya (1985) i per a defensar els professors d'ensenyament secundari, es va crear el Sindicat de Professors de Secundària a Catalunya (1999). En l'àmbit estudiantil, també hi ha sindicats sectorials, com el Sindicat d'Estudiants dels Països Catalans (SEPC), la Federació Nacional d'Estudiants de Catalunya (FNEC) i el Bloc d'Estudiants Agermanats (BEA).

### Influència i propaganda
El màrqueting polític és utilitzat tot sovint per a convèncer i treure legitimitat. Es tracta del conjunt de tècniques de recerca, planificació, gerència i comunicació que s'utilitzen en el disseny i execució d'accions estratègiques i tàctiques al llarg d'una campanya política, siga electoral o de difusió institucional.
Si bé existixen nombroses similituds tècniques i metodològiques entre l'Màrqueting Polític i el Màrqueting Comercial, els seus objectius diferixen notablement. En el món comercial la lògica de mercat té com a objectiu principal la satisfacció d'una necessitat. En l'esfera política la lògica de mercat té com a objectiu l'elecció d'una alternativa.
La campanya es compon principalment de tres elements: Missatge, diners i activisme.

#### Missatge
El Missatge és una oració concisa que diu perquè els votants han d'escollir un candidat. El missatge és un dels aspectes més importants d'una campanya política. En una campanya moderna, el missatge ha de ser curosament creat abans de ser propagat. Les grans campanyes gastaran centenars de milers de diners en focus groups o enquestes d'opinió, per saber quin és el missatge que es necessita per arribar a la majoria de votants en el dia de l'elecció.

#### Diner
Entre les tècniques per recaptar fons s'inclouen reunions entre el candidat i grans donants en potència, sol·licitud directa per correu a petits donants i el "seguici" de grups interessats que podrien acabar donant milions.

#### Activisme
Finalment, l'activisme, està representat pel capital humà, la infanteria lleial a la causa, els veritables creients que portaran el missatge voluntàriament. Normalment, les campanyes tenen un dirigent encarregat de prendre decisions tàctiques i estratègiques per fer d'aquesta força humana una eina altament beneficiosa. En èpoques molt recents l'ús de les noves eines digitals en l'activisme polític ha demostrat gran potencial, fent que comenci a parlar de la Ciber política, com una possibilitat cada vegada més propera.
El Màrqueting Polític modern presenta dues característiques addicionals:
- Mediatització: utilització dels mitjans massius de comunicació.
- Videopolítica: aquesta dominat per la imatge i les eines de comunicació audiovisual.

L'equip de campanya, que pot consistir en un individu inspirat o en un grup d'experimentats professionals, ha de pensar com comunicar el missatge, recaptar fons i reclutar voluntaris. La propaganda sol estar limitada per la llei, els recursos disponibles i sovint, de la imaginació dels responsables.
Entre les tècniques de propagació més comuns es troben:
- L'ús dels mitjans públics de comunicació, mitjançant la franja electoral.
- Els mitjans de comunicació de pagament: diaris, televisió, ràdio, via pública i, cada vegada més, Internet.
- Organitzar protestes, maratons, dissertacions o qualsevol tipus d'esdeveniment.
- Escriure directament a membres del públic.
- Recórrer centres urbans, generalment petits, durant un període. Això es coneix en els països de parla anglesa com Whistle stop train tour, ja que comunament (al voltant del Segle XIX, quan el tren s'expandí i era un símbol de progrés) aquesta tècnica es donava en un recorregut en tren per petites estacions on es donava un discurs. Actualment el terme va derivar a qualsevol visita amb aquest objectiu.
- Destacar els punts negatius o febles de la competència.
- Distribució de fullets o altres mitjans similars.
- Aparicions públiques, en les que se solen donar gestos d'unió amb el poble.

El Màrqueting Polític és una complexa disciplina estratègica que combina el treball transdisciplinari de diversos especialistes (politòlegs, comunicadors socials, experts en opinió publica, entre d'altres.) En tres nivells bàsics de planificació i execució.
Els tres nivells estratègics del Màrqueting Polític són, amb el seu camp d'acció:
• Estratègia Política (EPO): Disseny de la Proposta Política
• Estratègia Comunicacional (EC): Elaboració del Discurs Polític
• Estratègia Publicitària (EPu): Construcció de la Imatge Política
Aquests tres nivells d'estratègia han de ser abordats en forma simultània i coordinada. Un enfocament sistèmic apropiat exigeix que la "proposta política" (1r nivell estratègic) sigui traduïda en termes de "discurs polític" (2n nivell estratègic), i estigui recollit en forma de "imatge política" (3 º nivell estratègic).
La clau del sistema rau en la utilització dels canals de retroalimentació permanent que existeixen entre els tres nivells.

## Història de la política com a concepte a problematitzar

### Antiguitat
El bon govern és la fórmula problematitzada que més amoïna els clàssics ací com allà. L'ésser humà pren consciència que com a individu la seua vida depèn molts cops del grup i n'estudia el comportament polític. Primer a la Grècia antiga amb Sòcrates, Plató i Aristòtil que per primera vegada s'allunyen dels mites i qüestionen la realitat on viuen, preguntar-se què és la veritat i si hi ha manera d'arribar-hi. Es proposaren d'examinar el comportament dels humans en societat per tal d'esbrinar quin és el millor sistema de govern. Això va permetre no solament examinar la societat grega clàssica, sinó explicar com s'organitzava i avaluar-ne l'eficàcia. En segon lloc a la Xina que va veure caure els Zhou i iniciar-se un període turbulent de guerres incessants entre estats rivals. En aquest context Confuci o Laotzi es pregunten de forma esperitual, tot i que no sempre, sobre el bon govern. Tots problematitzen la política, la teoritzen i n'extreuen règims a seguir.

### Edat mitjana
A l'edat mitjana la política no es problematitza, si més no a Occident. Tot hi és religió i res no pot qüestionar-se llevat que haja estat escrit o interpretat a partir de la Bíblia. Fora d'això, però, les querelles entre el Sacre Imperi Romà i el papat fan avançar el pensament. Poc a poc la política passa a ser problematitzada i la preocupació principal esdevindrà separar-se a no de la religió com a estat, és a dir, definir o no dues àrees d'acció, l'espiritual i la terrenal.
Fora d'Occident la política no es problematitza, bé que és el centre de justificiació de les primeres colonitzacions i formació d'imperis universalistes, com la mateixa Xina dels Han. La legitimitat de posseir el poder no és qüestionada veritablement. De fet, el món sencer, a Amèrica Llatina com a l'Àfrica o Oceania, és pres per la religió com a centre motor i de socialització de tot. Per tant, és una societat on la política difícilment pot problematitzar-se perquè el poder exercit simplement no es pot contestar.

### Edat moderna
Dels debats tardans medievals sobre la separació estat-església neix el nou pensament modern que posa al centre l'home, es desdiu de l'església i la religió, fins i tot aparca progressivament la tradició, per a deixar lloc a la política com a problemàtica epistemològica. En aquesta època el gran responsable de posar la política al centre de la reflexió és Maquiavel a l'actual Itàlia. Tracta en profunditat els imperatius de la política (la raó d'estat), tema central per al pensament renaixentista que redescobreix novament el món clàssic grecoromà.
Tot al llarg de l'Edat moderna, a Europa com a l'Àsia, l'estat guanya eines. Se centralitza i perfecciona el seu aparell estatal. Les guerres de religió a Europa contribuïxen enormement a fer de la política un concepte a problematitzar, així com posen en marxa nous conceptes d'ideologia (nació) per a mantenir dempeus els nous estats naixents.
Les colonitzacions fora d'Europa conformen noves maneres d'institucionalitzar la política. Sovint són còpies de sistemes econòmics i socials ja hereus de l'Europa medieval, però permeten posar de nou la política al centre de la reflexió. El període clou finalment amb la Revolució Francesa que canvia l'estructura política de cap a peus i retorna als valors de l'antiga Grècia. La política passa d'ençà a problematitzar-se sota tots els punts de vista possibles i, a més a més, s'estudia dins una ciència a banda que neix i pren forma entre guerres. Montesquieu, Tocqueville, Hobes o Locke tornen a abordar la política des d'una mirada ja separada de la teologia.

### Edat contemporània
El segle xix fa de la política una ciència a estudiar. Diversos factors hi contribuïxen:
- les revolucions liberals i la industrialització,
- l'afirmació de l'individualisme
- el progrés científic sobre el coneixement de la naturalesa
- la posició creixent de les universitats en detriment de les acadèmies

Aquests factors permeten posar la política al centre i estudiar-la de forma factual, és a dir, ara alliberats de les acadèmies que dictaven en quina direcció s'havia d'estudiar, les universitats exploren la societat amb mètodes científics, dins l'esperit iniciat per les ciències naturals. L'afirmació de l'individualisme i la seua repercussió política, que són les revolucions liberals, completen el catàleg.
La tendència és a barrejar geopolítica amb ciències polítiques i relacions internacionals. És a dir, la política com a objecte d'estudi s'institucionalitza, tot i que les direccions ara com ara es barregen. Política i geografia d'una banda, política i diplomàcia d'altra banda, política i estudi científic més enllà.
Aquest canvi de paradigma no es va fer sense resistència. La societat considera generalment que la història, el dret i la filosofia ja estudien la política, no cal cap institucionalització a banda. Endemés, entre propaganda estatal i ganes reals d'estudiar científicament la política, algunes disciplines científiques acaben guanyant mala maror com la mateixa geopolítica.
Després de la Segona Guerra Mundial són les ciències polítiques i l'estudi de les relacions internacionals allò que preval arreu del món. La política s'estudia, no es problematitza per a servir l'estat. L'experiència de l'Alemanya nazi espanta i la rellevància que prenen els EUA després de la guerra, fa que els focus girin cap a una manera menys militar d'estudiar la política.
Arran de la Guerra Freda, però, torna la geopolítica, encara que s'introduïx mica en mica. Les relacions internacionals prenen una altra cara mentre que les ciències polítiques són gairebé reglades a l'estudi d'importàncies de segon grau sobre la quotidianitat de la política feta a Occident.

## L'apliació de la política
Quan es parla d'aplicació de la política és perquè implícitament subjau la idea d'una institucionalització de la política. Etimològicament es fa evident que la política té un lligam molt clar amb la institució estatal. I, qui parla d'estat, també ho fa sobre estructura. A l'hora de posar a la pràctica la política, l'ésser humà ha trobat sistemes o estructures d'institucions traduïdes en règims ideològics.
Això condueix molts autors a considerar-ne l'aplicació (estructura) com a sistema:
- mecànic, mogut per maniveles
- orgànic, adaptat a la situació ambiental
- mercat, confrontació de normes i costums

Per tot això, les ciències polítiques també es dediquen a examinar cada sistema polític. Fem-ne el repàs.

### Formes d'exercici poder
- Anarquisme: L'anarquisme (del grec αν-,an-, "no", i αρχω, arkho, "poder") és un conjunt d'idees filosòfiques i polítiques que tenen en comú el rebuig de l'estat i qualsevol forma d'autoritat o jerarquia que coarti tant de forma física, mental com espiritual la llibertat total o parcial de l'individu.[16]
- Democràcia: La democràcia és una forma d'organització de grups de persones, on la titularitat del poder polític resideix en la totalitat dels seus membres, fent que la presa de decisions respongui a la voluntat col·lectiva dels membres del grup. La democràcia consisteix, per tant, en una forma d'organització de la vida pública mitjançant mecanismes de participació directa o indirecta que atorguen legitimitat als representants escollits. La democràcia neix a l'antiga Grècia a partir de la classificació de les formes de govern realitzada per Plató i Aristòtil que la consideraven com el govern de la multitud per part de Plató i dels més per Aristòtil.[17]
- Feixisme: El feixisme és una ideologia i un moviment polític sorgit a l'Europa d'entreguerres (1918-1939). El terme feixisme prové de l'italià fascio ('Feix romà'), i aquest alhora del llatí fasc (plural de fascis). El projecte polític del feixisme és instaurar un corporativisme estatal totalitari i una economia dirigista,[18][19] mentre la seva base intel·lectual planteja una submissió de la raó a la voluntat i l'acció, un nacionalisme fortament identitari amb components victimistes i violents contra els que es defineixen com a enemics i culpables dels seus mals mitjançant l'aparell de propaganda. Prové d'un component social interclassista (El nazisme parlava de nacionalsocialisme), i una negació a ubicar en l'espectre polític (esquerres o dretes), malgrat la ciència política sempre l'ha situat a l'extrema dreta.[20] o bé l'identifiqui com una variant xovinista del socialisme d'Estat.[21]
- Gerontocràcia: forma de govern oligàrquic en què una entitat és governada per líders que són els més ancians que la majoria de la població adulta.[22]
- Meritocràcia: filosofia en què el govern està basat en l'habilitat (mèrit) del governant i no pas en la seva riquesa o en altres característiques relacionades amb la seva posició social. La definició més comuna de la meritocràcia conceptualitza el mèrit en termes de competència provada i la capacitat, i el més probable, sol ser mesurat per proves estandarditzades com el coeficient d'intel·ligència.[23] En el govern o en altres sistemes d'administració, la meritocràcia, en un sentit administratiu, és un sistema de govern o qualsevol altra administració (per exemple, administració d'empreses) en la qual les responsabilitats s'assignen a les persones segons els seus mèrits, és a dir, la intel·ligència, les credencials i l'educació, determinats mitjançant avaluacions o exàmens.[24]
- Matriarcat: El matriarcat és una forma d'organització social en què el poder recau sobre les dones i especialment sobre les mares de la comunitat. El terme "ginecocràcia" s'utilitza per referir-se específicament al govern de les dones.[25]
- Oclocràcia: govern de la multitud, de la turba, o la intimidació de les autoritats constitucionals. La Oclocracia, terme que prové del grec ὀχλοκρατία okhlokratía i del llatí ochlocratia, segons la visió aristotèlica clàssica és una de les tres formes específiques de degeneració de les formes pures de govern, en concret de la politeia. A vegades el terme es confon amb tirania de la majoria atès que estan íntimament relacionats. Etimològicament, la democràcia és el govern del poble que amb la voluntat general legitima al poder estatal, i l'oclocràcia és el govern de la multitud, és a dir, la multitud, massa o gentada és un agent de producció biopolítica que a l'hora d'abordar assumptes polítics presenta una voluntat viciada, confusa, injuiciosa o irracional, i per això manca de capacitat d'autogovern i, per tant, no conserva els requisits necessaris per ser considerada com poble.[26] En l'edat moderna, s'ha relacionat amb el concepte d'Anarquia.
- Panarquia: és una filosofia política que aboga per la coexistència pacífica de tots els sistemes polítics, fent èmfasi en el dret de tot individu a afiliar-se lliurement i sortir de la jurisdicció de qualsevol govern que escullin, sense veures obligats a canviar la seva actual localització.[27] No hi hauria un govern central pel fet que cada persona triaria el seu propi estil de govern, i cada un d'aquests governs podrien treballar en conjunt com un tot per a tots en forma d'un "govern en xarxa".[28] En cas de conflictes entre individus sota diferents governs es proposa el Dret internacional per a solucionar-los.
- Patriarcat: En la seva derivació etimològica (del llatí pater, el pare), el «domini del pare», o el dret del pare. Qualsevol forma d'organització social en què els valors, normes i formes de comportament determinants per al desplegament de les relacions socials són establerts i controlats pels majors, els pares, en qualitat de caps de família. Un exemple d'organització d'aquest tipus va ser, en l'antiguitat, la societat romana. En etnologia, designa la influència privilegiada dels membres mascles en la societat, de forma que en ella predominen la «patrilinealitat» (l'herència material i l'estatus passa del pare als fills), i la «patrilocalitat» (es viu al lloc de procedència del pare) i els homes decideixen en les qüestions més importants de la vida social.[29]
- Plutocràcia: La plutocràcia (del grec πλουτοκρατία, Ploutos 'riquesa' i kratos 'govern') és una síntesi crítica de la democràcia, del sufragi universal i del parlamentarisme, podent enunciar-se com un sistema de govern en què el poder el posseeixen els que posseeixen les fonts de riquesa. La plutocràcia es va implementar poc després de la destrucció del poder reial per la força bruta, i amb disfressa de democràcia.[30]
- Teocràcia: La teocràcia (del grec θεός, theós, 'déu' i κράτος, krátos, 'poder, govern': «govern de Déu») és una forma de govern en la qual els líders governamentals coincideixen amb els líders de la religió dominant, i les polítiques de govern són idèntiques o estan molt influïdes pels principis de la religió dominant. Normalment el govern afirma governar en nom de Déu o d'una força superior, tal com especifica la religió local.[31]

### Formes d'organització político-econòmiques
- Feudalisme
- Capitalisme
- Socialisme
- Comunisme

### Formes modernes d'exercir el poder

#### República
La República (del llatí RES PVBLICA, «la cosa pública, la cosa pública»), en sentit ampli, és un sistema polític que es fonamenta en l'imperi de la llei (constitució) i la igualtat davant la llei com la forma de frenar els possibles abusos de les persones que tenen més poder, del govern i de les majories, amb l'objecte de protegir els drets fonamentals i les llibertats civils dels ciutadans, dels quals no es pot sostreure mai un govern legítim. Al seu torn la república escull a qui han de governar mitjançant la representació de tota la seva estructura mitjançant el dret a vot. L'electorat constitueix l'arrel última de la seva legitimitat i sobirania. Moltes definicions, com la d'Encyclopædia Britannica de 1922, ressalten també la importància de l'autonomia i del dret (incloent els drets humans) 1 com a parts fonamentals per a una república. No ha de confondre república amb democràcia, car al · ludeixen a principis diferents, la república és el govern de la llei mentre que democràcia significa el govern del poble, del grec, Dimokratia (Donem (Poble) i Kratos (Estat, referint-se a sobirania en aquest cas).
- Presidencialisme: S'anomena república presidencialista o sistema presidencial a aquella forma de govern en què constituïda una República, la Constitució estableix una divisió de poders entre el poder legislatiu, poder executiu, poder judicial i el Cap de l'Estat, a més d'ostentar la representació formal del país, és també part activa del poder executiu, com a Cap de Govern. Exercint, doncs, una doble funció perquè li corresponen facultats pròpies del Govern, sent triat de forma directa pels votants i no pel Congrés o Parlament. La república democràtica presidencialista més coneguda en la història contemporània és Estats Units. El president és l'òrgan que ostenta el poder executiu mentre que el poder legislatiu ho sol concentrar el congrés, sense perjudici de les facultats que en matèria legislativa posseeix el president.[33]
- Semipresidencialisme: El sistema semipresidencialista, semipresidencialisme, democràcia semipresidencialista o república semipresidencial, és un sistema d'organització política parlamentària en què el primer ministre i el president són participants actius de les funcions diàries del govern. Difereix del sistema parlamentari atès que el president és elegit per vot popular i no és només una figura representativa cerimonial. Per altra banda, difereix del sistema presidencialista atès que existeix el concepte de primer ministre, el qual té responsabilitats davant de la branca legislativa del govern.[33]
- Parlamentarisme: Un sistema parlamentari, democràcia parlamentària o parlamentarisme, és un sistema d'organització polític en què la branca executiva del govern depèn del suport directe o indirecte del parlament, sovint expressat per mitjà d'un vot de confiança. Per tant, no hi existeix una clara separació de poders entre les branques legislativa i executiva ni el sistema de verificació i balança comú del presidencialisme. No obstant això, el sistema parlamentari té més flexibilitat i capacitat de resposta que no pas el presidencialisme. Com a sistema democràtic, en la democràcia parlamentària la sobirania popular està representada per diputats i/o senadors, elegits en eleccions lliures i periòdiques, que exerceixen la seva funció legislativa en el marc d'un parlament.[33]

#### Monarquia
La monarquia és la forma d'estat en què una persona té dret, generalment per via hereditària, a regnar com a cap d'estat. El títol amb què regnen els monarques varia segons les zones i l'estructura jurídica del seu estat. Es poden dir: reis, emperadors, tsars, kàisers, etc. A través de la història molts monarques han tingut poder absolut, de vegades sobre la base de la seva pretesa divinitat.
- - Monarquia constitucional: Una monarquia constitucional és una forma de govern monàrquica establerta sota un sistema constitucional que reconeix un monarca electe o hereditari com a cap d'estat. Les monarquies constitucionals modernes sovint implementen el concepte de trias politica o "separació de poders" en què el monarca és el cap de la branca executiva o té només un paper cerimonial o simbòlic.
  - Monarquia absoluta: En la monarquia absoluta no existeix cap divisió de poders, ja que la font d'ells és el mateix sobirà i aquest no ha de respondre davant ningú pels seus actes. Encara que el poder judicial hagi pogut tenir en el decurs de la història d'aquests tipus de règims una autonomia relativa en relació amb el sobirà - a diferència dels poders executiu i legislatiu,,,, que per definició són el sobirà en persona - el dèspota podia canviar les decisions o dictàmens dels tribunals en última instància, o bé reformar les lleis per a la seva necessitat o desig.
- Règim militar:Una dictadura militar és una forma de govern autoritari en la qual, en major o menor grau, les institucions executives, legislatives i jurídiques són controlades per les forces armades que impedeixen qualsevol forma de control democràtic. Solen originar-se a conseqüència de la supressió del sistema de govern existent fins llavors després d'un pronunciament militar o cop d'estat. Les dictadures militars generalment han justificat la seva presència en el poder com una manera de portar l'estabilitat política per a la nació o de rescatar-la de l'amenaça de "ideologies perilloses". Els règims militars tendeixen a retratar-se com independents, com un partit "neutral" que proporciona una adreça interina apartidista en èpoques de l'agitació, alhora que presenten als polítics civils com corruptes i ineficaços.

#### Altres conceptes
- Política ficció: actitud pública dels càrrecs polítics, basada en les discussions a premsa i publicitat desmesurada d'accions simbòliques, què no du a una concreció pràctica o que afecti gaire a la població.
- Política professional: Sistema de càrrecs polítics de l'administració de l'estat, en què aquests reben una remuneració econòmica per la seva tasca.
- Càrrec de confiança: Tot i que la seva legislació i definició varien en funció dels estats, podrien considerar que un càrrec de confiança és un treballador eventual el que, en virtut de nomenament i amb caràcter no permanent, només realitza funcions expressament qualificades com de confiança o assessorament especial, sent retribuït amb càrrec als crèdits pressupostaris consignats per a aquesta finalitat.[35]

## Arguments a favor i en contra de la participació en política
Joan Fuster argumentà a favor de la participació en la política afirmant que la inacció política d'una persona implica l'oportunitat de l'acció d'altres que sí hi participen en contra dels interessos del primer. Similarment Fernando Savater afirma que la inacció política suposa una imprudència.

## Biografia
- Lluís Borràs. Atles bàsic de la política. Barcelona: Parramon, 2014
- Agustí Bosch Gardella, Lluís Orriols Galve. Ciència política per a principiants. Barcelona: UOC, 2011
- Manuel Cruells. Història de les idees polítiques. Barcelona: Bruguera, 1967.
- Max Weber. La ciència i la política. València: Univ. de València, 2005